# Harry Fischbeck

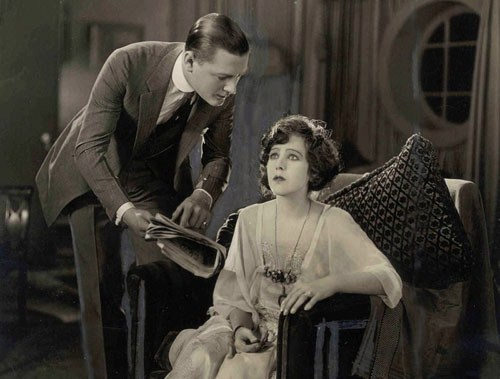
Kenneth Harlan et Jewel Carmen,
dans Nobody (1921)

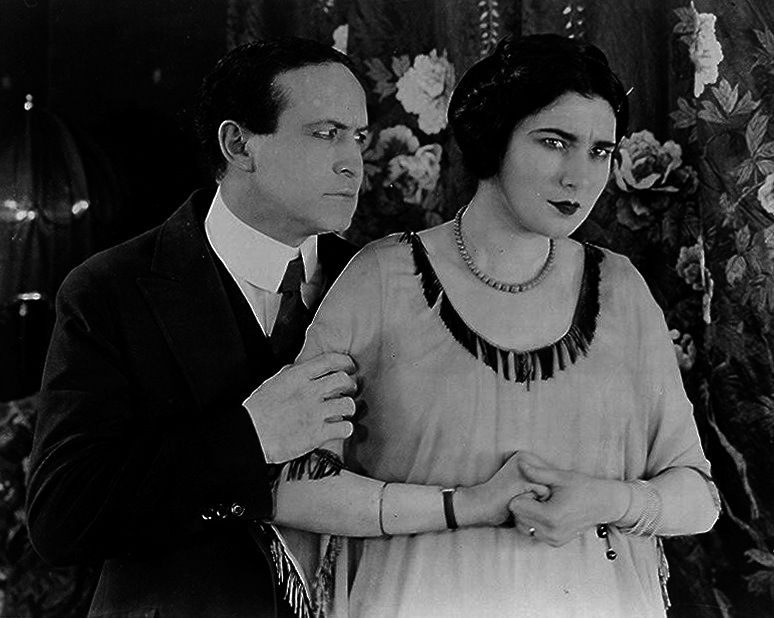
Harry Houdini et Nita Naldi,
dans L'Homme de l'au-delà (1922)

Harry Fischbeck, ASC, est un directeur de la photographie d'origine allemande, naturalisé américain, né le 3 juin 1879 à Hanovre (Province de Hanovre, Empire allemand, mort le 28 mai 1968 à Palm Springs (Californie, États-Unis).

## Biographie
Installé définitivement aux États-Unis vers 1900, Harry Fischbeck obtient peu après la citoyenneté américaine. Il débute au cinéma comme chef opérateur en 1914 et contribue à cent-deux films américains jusqu'en 1940 (après quoi il se retire), dont une quarantaine muets et de nombreuses séries B dans les années 1930.
Parmi ses films notables, mentionnons L'Homme de l'au-delà de Burton L. King (1922, avec Harry Houdini et Nita Naldi), La Cadette d'A. Edward Sutherland (1929, avec Clara Bow et Jean Arthur), C'est pour toujours d'Henry Hathaway (1934, avec Gary Cooper et Carole Lombard), ou encore Le Dernier Train de Madrid de James P. Hogan (1937, avec Dorothy Lamour et Lew Ayres).

## Filmographie partielle
- 1914 : Life's Shop Window de J. Gordon Edwards
- 1917 : The Lincoln Cycle de John M. Stahl
- 1918 : Cœurs ennemis (Wives of Men) de John M. Stahl
- 1919 : L'Appel du cœur (Her Code of Honor) de John M. Stahl
- 1920 : The Hidden Code de Richard L'Estrange
- 1921 : The Devil de James Young
- 1921 : Disraeli d'Henry Kolker
- 1921 : Le Douzième Juré (Nobody) de Roland West
- 1921 : Suspicious Wives de John M. Stahl
- 1922 : L'Homme de l'au-delà (The Man from Beyond) de Burton L. King
- 1922 : The Curse of Drink de Harry O. Hoyt
- 1922 : Distraction de millionnaire (The Ruling Passion) de F. Harmon Weight
- 1923 : La Déesse rouge (The Green Goddess) de Sidney Olcott
- 1923 : Mammy's Boy de D. W. Griffith
- 1923 : Backbone de Edward Sloman
- 1924 : Monsieur Beaucaire de Sidney Olcott
- 1924 : L'Hacienda rouge (A Sainted Devil) de Joseph Henabery
- 1924 : Les Loups de Montmartre (The Humming Bird) de Sidney Olcott
- 1925 : Détresse (That Royle Girl) de D. W. Griffith
- 1925 : Cobra de Joseph Henabery
- 1925 : Sally, fille de cirque (Sally of the Sawdust) de D. W. Griffith
- 1926 : Aloma (Aloma of the South Seas) de Maurice Tourneur
- 1926 : The Sorrows of Satan de D. W. Griffith
- 1927 : La Danseuse de minuit (Cabaret) de Robert G. Vignola
- 1927 : Serenade de Harry d'Abbadie d'Arrast
- 1927 : Le Prince aux gondoles (Honeymoon Hate) de Luther Reed
- 1928 : A Night of Mystery de Lothar Mendes
- 1928 : Condamnez-moi (Love and Learn) de Frank Tuttle
- 1928 : Quand la flotte atterrit (The Fleet's In) de Malcolm St. Clair
- 1928 : The Secret Hour de Rowland V. Lee
- 1928 : His Tiger Wife de Hobart Henley
- 1928 : Street of Sin de Mauritz Stiller, Ludwig Berger et Lothar Mendes
- 1928 : Manhattan Cocktail de Dorothy Arzner
- 1929 : Le Meurtre du canari (The Canary Murder Case) de Malcolm St. Clair et Frank Tuttle
- 1929 : Le Démon des tropiques (A Dangerous Woman) de Gerald Grove et Rowland V. Lee
- 1929 : La Danseuse de corde (Dangerous Curves) de Lothar Mendes
- 1929 : The Mysterious Dr. Fu Manchu de Rowland V. Lee
- 1929 : La Cadette (The Saturday Night Kid) de A. Edward Sutherland
- 1930 : The Devil's Holiday de Edmund Goulding
- 1930 : Paramount on Parade, film à sketches de Dorothy Arzner, Ernst Lubitsch et autres
- 1930 : A Man from Wyoming de Rowland V. Lee
- 1930 : Ladies Love Brutes de Rowland V. Lee
- 1930 : Only the Brave de Frank Tuttle
- 1931 : The Gang Buster de A. Edward Sutherland
- 1931 : Une femme moderne (The Age for Love) de Frank Lloyd
- 1931 : Working Girls de Dorothy Arzner
- 1932 : The Night of June 13 de Stephen Roberts
- 1932 : Si j'avais un million (If I Had a Million), film à sketches de James Cruze, Norman Z. McLeod et autres, segment The Clerk
- 1932 : Evenings for Sale de Stuart Walker
- 1933 : Her Bodyguard (en) de William Beaudine
- 1933 : L'Aigle et le Vautour (The Eagle and the Hawk) de Stuart Walker
- 1933 : Big Executive d'Erle C. Kenton
- 1933 : Le Fou des îles (White Woman) de Stuart Walker
- 1934 : Mystères de Londres (Limehouse Blues) de Alexander Hall
- 1934 : C'est pour toujours (Now and Forever) de Henry Hathaway
- 1934 : Au fond de l'océan (No More Women) de Albert S. Rogell
- 1934 : Double Door de Charles Vidor
- 1935 : Stolen Harmony de Alfred L. Werker
- 1935 : Two-Fisted de James Cruze
- 1935 : Millions in the Air de Ray McCarey
- 1936 : Sans foyer (Timothy's Quest) de Charles Barton
- 1936 : Hula, fille de la brousse (The Jungle Princess) de Wilhelm Thiele
- 1936 : Corsaires de l'air (Border Flight) de Otho Lovering
- 1936 : Ma femme américaine (My American Wife) de Harold Young

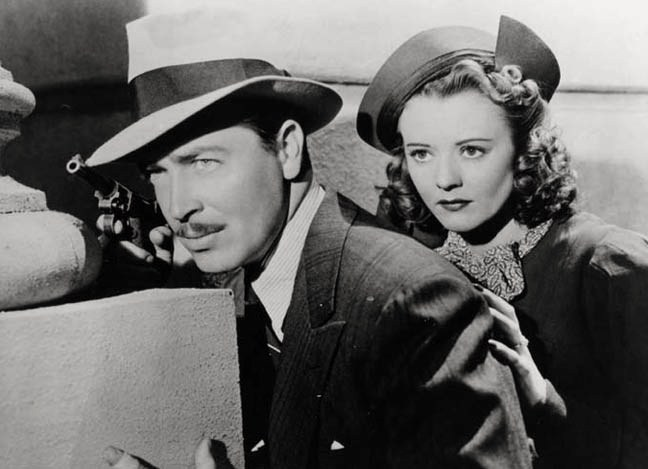
John Howard et Heather Angel,
dans Bulldog Drummond's Bride (1939)

- 1937 : King of Gamblers de Robert Florey
- 1937 : This Way Please de Robert Florey
- 1937 : Le Dernier Train de Madrid (The Last Train from Madrid) de James P. Hogan
- 1937 : A Doctor's Diary (en) de Charles Vidor
- 1937 : Deux Femmes (John Meade's Woman) de Richard Wallace
- 1937 : Night of Mystery d'Ewald André Dupont
- 1937 : Bulldog Drummond's Revenge de Louis King
- 1938 : L'Évadé d'Alcatraz (King of Alcatraz) de Robert Florey
- 1938 : Big Broadcast of 1938 (The Big Broadcast of 1938) de Mitchell Leisen
- 1939 : Le Gangster espion (Television Spy) de Edward Dmytryk
- 1939 : Million Dollar Legs de Nick Grinde et Edward Dmytryk
- 1939 : Le Parfum de la dame traquée (Persons in Hiding) de Louis King
- 1939 : Bulldog Drummond's Bride de James P. Hogan
- 1939 : Unmarried de Kurt Neumann
- 1940 : Parole Fixer (en) de Robert Florey
- 1940 : Mystery Sea Raider de Edward Dmytryk
- 1947 : Le Docteur et son toubib (Welcome Stranger) de Elliott Nugent